# کوتنس، فریبورگ
کوتنس (فرانسوی: Cottens، آرپیتان: Cotens ) یک شهر و شهرداری‌ست که در بخش سرین کانتون فریبورگ در کشور سوئیس واقع شده است. تا قرن بیستم استفاده از نام آلمانی کوتینگن برای ناميدن این شهر رایج بود ولی پس از آن استفاده از نام آلمانی توسط دولت محلی کانتون فریبورگ ممنوع شد و از آن زمان فقط نام فرانسوی رسمیت دارد. جمعیت این شهر در پایان سال ۲۰۱۸ بالغ بر ۱٬۵۰۹ نفر بوده است.